# Frida Ulvegren
Frida Sabina Gabrielle Ulvegren, född 10 april 1984, är en svensk serieskapare och kulturpedagog. Hon är bland annat författare och tecknare till Tack & förlåt (Kolik förlag 2011) och Fridas resor (Kartago förlag 2013).

## Biografi

### Bakgrund och studier
Frida Ulvegren föddes 1984 i Stockholm. Hon studerade 2005–06 dramatik gestaltning på Södertörns högskola. Därefter flyttade hon till Skåne, där hon åren 2008 bland annat utbildade sig till serieskapare. Det inleddes 2008–10 med den tvååriga grundkursen på Serieskolan i Malmö, dit hon 2013–14 återvände för ett kompletterande "kreativt friår". 2010–11 återvände hon (tillfälligt) till Stockholm för ett års studier i pedagogik och didaktik på Stockholms universitet. Hon har i två omgångar studerat på Malmö högskola, 2011–12 via kursen "Serieteckning och visuellt berättande" och 2014–15 som student i ämnet Kulturjournalistik.

### Serieskapande
Ulvegren är medlem i det feministiska serietecknarnätverket Dotterbolaget som bildades år 2005 på Serieskolan i Malmö. Förutom i nätverkets produktioner har hon synts i ett antal olika serietidningar. Hon debuterade 2010 i Rocky Magasin med den tresidiga serien "Är jag duktig nu?". Hon har även synts i serietidningen Zelda, Galago, i webbtidningen babian.se. 2009, 2010 och 2014 deltog hon i skolantologin Kvarnby serier, och 2011 bidrog hon till antologin Tago v.1.
2011 publicerades hennes debutseriealbum Tack & förlåt på Kolik förlag. Därefter har Kartago förlag givit ut hennes seriealbum Fridas resor (2013), en berättelse om att bli indragen i modellbranschen vid 14 års ålder.
2014 syntes hon med bidrag i Sara Olaussons album Kvinnor ritar bara serier om mens.

### Övrigt
Frida Ulvegren är även verksam som illustratör och leder kurser både i tecknande och teater. Bland annat har hon under 2015 gjort en mängd illustrationer för Stadsbiblioteket Göteborg, och hon är numera bosatt i Göteborg.

### Egna verk
- 2011 –  Tack & förlåt. Kolik förlag. 2011. ISBN 9789185161706 (36 sidor)
- 2013 – Ulvegren, Frida. Fridas resor. Kartago förlag. ISBN 9789175150208 (176 sidor)
- 2016 – Jergner Ekervik / Ulvegren, Johan / Frida. Jannah Sista året på jorden. Kartago förlag. ISBN 9789175151113 (139 sidor)

### Antologibidrag
- 2013 – Classon, Rolf. Tago v.1. Kartago förlag. ISBN 9789175150314 (13 sidor)
- 2014 – Olausson, Sara. Kvinnor ritar bara serier om mens. Kartago förlag. ISBN 9789175150512